# Hrib pri Orehku
Hrib pri Orehku – wieś w Słowenii, w gminie miejskiej Novo mesto. W 2018 roku liczyła 69 mieszkańców. 